# Rajella sadowskii
La raya brasileña o raya morada (Rajella sadowskii) es una especie de pez de la familia de los Rajidae en el orden de los Rajiformes.

## Reproducción
Es ovíparo y las hembras ponen huevos envueltos en una cápsula córnea.

## Hábitat
Es un pez de mar y de aguas profundas que vive hasta los 1.200 m de profundidad.

## Distribución geográfica
Se encuentra en el Océano Pacífico suroriental (Chile) y en el Océano Atlántico occidental (Brasil)

## Observaciones
Es inofensivo para los humanos. 